# Marie Risby
À ne pas confondre avec Marie Johansson, autre fondeuse suédoise née en 1963.
Marie Risby, née Johansson le 20 avril 1955 à Ludvika, est une fondeuse suédoise.

## Biographie
Elle prend part à son premier championnat majeur aux Jeux olympiques d'hiver de 1976 à Innsbruck, où elle est notamment quatrième du relais.
Quatre ans plus tard, elle est sélectionnée pour les Jeux olympiques de Lake Placid, où elle est onzième et quinzième en individuel.
Sa première saison dans la Coupe du monde récemment créée a lieu en 1982-1983, où elle entame par une deuxième place au dix kilomètres de Klingenthal. Elle finit dixième du classement général.
Elle réalise son meilleur bilan dans l'élite mondiale la saison suivante, où compte deux autres podiums à son actif à Falun et Lahti et une sixième position au classement général. De même aux Jeux olympiques de Sarajevo, elle finit chaque course dans le top dix, notamment quatrième du cinq kilomètres, ainsi que sixième du dix kilomètres, cinquième du vingt kilomètres et cinquième du relais.
Lors de la saison 1984-1985, elle obtient le meilleur résultat de sa carrière à Lahti, où elle remporte le cinq kilomètres, soit sa seule victoire dans la Coupe du monde et son quatrième podium. Il s'agit aussi de son ultime saison dans le ski de fond.
Elle remporte un total de onze titres de championne de Suède

## Palmarès

### Jeux olympiques
| Édition / Épreuve | 5 km | 10 km | 20 km | Relais 4 × 5 km |
| ----------------- | ---- | ----- | ----- | --------------- |
| Innsbruck 1976    |      | 21e   |       | 4e              |
| Lake Placid 1980  |      | 11e   | 15e   | 6e              |
| Sarajevo 1984     | 4e   | 6e    | 5e    | 5e              |

### Championnats du monde
| Édition / Épreuve | 5 km | 10 km | 20 km | Relais 4 × 5 km |
| ----------------- | ---- | ----- | ----- | --------------- |
| Lahti 1978        | -    | 21e   | 17e   | 4e              |
| Seefeld 1985      |      | 10e   | 6e    |                 |

### Coupe du monde
- Meilleur classement général : 6e en 1984.
- 4 podiums individuels : 1 victoire, 2 deuxièmes places et 1 troisième place.
- 1 podium en relais : 1 deuxième place.

#### Victoires individuelles en Coupe du monde
| Date | Lieu        | Pays  | Discipline |
| ---- | ----------- | ----- | ---------- |
| 1    | 2 mars 1985 | Lahti | 5 km       |

#### Classements par saison
| Saison | Classement général |
| ------ | ------------------ |
| 1983   | 10e                |
| 1984   | 6e                 |
| 1985   | 8e                 |